# Liste der Kulturdenkmäler in Beltheim
In der Liste der Kulturdenkmäler in Beltheim sind alle Kulturdenkmäler der rheinland-pfälzischen Ortsgemeinde Beltheim einschließlich der Ortsteile Frankweiler, Heyweiler, Mannebach, Schnellbach und Sevenich aufgeführt. Grundlage ist die Denkmalliste des Landes Rheinland-Pfalz (Stand: 27. Oktober 2023).

## Einzeldenkmäler
| Bezeichnung                           | Lage                                                           | Baujahr                             | Beschreibung | Bild                           |
| ------------------------------------- | -------------------------------------------------------------- | ----------------------------------- | --- | ------------------------------ |
| Pfarrhaus                             | Beltheim, Hauptstraße 19 Lage                                  | um 1700                             | ehemaliger Sitz des Dreiherrischen Gerichts, danach Pfarrhaus; Fachwerkhaus, teilweise massiv, abgewalmtes Mansarddach, um 1700; Muschelnische mit Madonna, bezeichnet 1760; an der Hofseite Brunnen; Scheune, 19. Jahrhundert; bauliche Gesamtanlage | Fotos hochladen                |
| Hofanlage                             | Beltheim, Hauptstraße 22 Lage                                  | erste Hälfte des 19. Jahrhunderts   | Streckhof; Fachwerkhaus, teilweise verschiefert; Fachwerkscheune, erste Hälfte des 19. Jahrhunderts | BW                             |
| Katholische Kirche St. Goar           | Beltheim, Kirchstraße 1 Lage                                   | 17. Jahrhundert                     | Chor im Kern aus dem 17. Jahrhundert, Saalbau mit Glockenturm von 1740, Erweiterung 1955–57, Architekt H. G. Hofmann, Darmstadt; mit Ausstattung | weitere Bilder Fotos hochladen |
| Wegekreuz                             | Beltheim, Kirchstraße, neben Nr. 1 Lage                        | 1767                                | Wegekreuz, Basalt, bezeichnet 1767 | Fotos hochladen                |
| Quereinhaus                           | Beltheim, Lehnenstraße, zu Nr. 11 Lage                         | 19. Jahrhundert                     | Fachwerk-Quereinhaus, teilweise massiv und verschiefert, 19. Jahrhundert, Scheune; bauliche Gesamtanlage | BW                             |
| Kapelle                               | Beltheim, westlich des Ortes; Flur Nohpühl Lage                | erste Hälfte des 19. Jahrhunderts   | Bruchsteinbau, bezeichnet 1853 | Fotos hochladen                |
| Grabkreuz                             | Beltheim, nördlich des Ortes an der L 215 beim Friedhof Lage   | Ende des 19. Jahrhunderts           | Grabkreuz, Gusseisen, Rheinböllener Hütte, Ende des 19. Jahrhunderts | Fotos hochladen                |
| Wohnhaus                              | Frankweiler, Rhein-Mosel-Straße 15 Lage                        | erstes Drittel des 19. Jahrhunderts | abgewalmter Mansarddachbau, teilweise Fachwerk verschiefert, erstes Drittel des 19. Jahrhunderts | Fotos hochladen                |
| Katholische Pfarrkirche St. Mauritius | Frankweiler, Rhein-Mosel-Straße 36 Lage                        | 1724                                | barocker Saalbau, 1724, bezeichnet 1756 (wohl Umbau), 1875 Sakristeianbau, 1906/07 verlängert und umgestaltet; bauliche Gesamtanlage mit Friedhof | weitere Bilder Fotos hochladen |
| Brunnen                               | Frankweiler, Rhein-Mosel-Straße, Ecke Zum Wiesental Lage       | zweite Hälfte des 19. Jahrhunderts  | Brunnen, Gusseisen, Rheinböllener Hütte, zweite Hälfte des 19. Jahrhunderts | Fotos hochladen                |
| Hofanlage                             | Heyweiler, Dorfstraße 9 Lage                                   | erste Hälfte des 19. Jahrhunderts   | Hakenhof; Fachwerkhaus, teilweise verschiefert, Ökonomietrakt, erste Hälfte des 19. Jahrhunderts; bauliche Gesamtanlage | BW                             |
| Evangelische Kirche                   | Heyweiler, Dorfstraße 17 Lage                                  | Anfang des 20. Jahrhunderts         | neubarocker Putzbau, Anfang des 20. Jahrhunderts; bauliche Gesamtanlage mit dem alten Kirchhof | weitere Bilder Fotos hochladen |
| Kriegerdenkmal                        | Heyweiler, Dorfstraße, bei Nr. 17 Lage                         | 20. Jahrhundert                     | Kriegerdenkmal, Basalt, erste Hälfte des 20. Jahrhunderts | BW                             |
| Hofanlage                             | Heyweiler, Dorfstraße 27 Lage                                  | erste Hälfte des 19. Jahrhunderts   | Hakenhof; Fachwerkhaus, teilweise verschiefert, Scheune, erste Hälfte des 19. Jahrhunderts; bauliche Gesamtanlage | BW                             |
| Pfarr- und Schulhaus                  | Mannebach, St.-Martin-Straße 19 Lage                           | 1780                                | ehemaliges Pfarrhaus, später Schule; spätbarocker Mansardwalmdachbau, bezeichnet 1780, Garten; bauliche Gesamtanlage | BW                             |
| Katholische Kirche St. Martin         | Mannebach, St.-Martin-Straße 26 Lage                           | 1767–70                             | barocker Saalbau, 1767–70, Chorturm im Kern romanisch; bauliche Gesamtanlage mit dem Friedhof | weitere Bilder Fotos hochladen |
| Grabkreuze                            | Mannebach, St.-Martin-Straße, bei Nr. 26 auf dem Friedhof Lage | Anfang des 19. Jahrhunderts         | drei Grabkreuze, 1807, 1814 und 1815; Grabplatte | BW                             |
| Heiligenhäuschen                      | Schnellbach, Kapellenweg Lage                                  | frühes 19. Jahrhundert              | Bruchsteinbau, frühes 19. Jahrhundert | BW                             |
| Friedhofskreuz                        | Sevenich, Lindenstraße, auf dem Friedhof Lage                  | 1844                                | Friedhofskreuz, Basalt, bezeichnet 1844 | BW                             |
| Hofanlage                             | Sevenich, Lindenstraße 28 Lage                                 | erste Hälfte des 19. Jahrhunderts   | Hakenhof; Fachwerkhaus, teilweise verschiefert, erste Hälfte des 19. Jahrhunderts, Fachwerkscheune; bauliche Gesamtanlage | BW                             |
| Katholische Kirche St. Nikolaus       | Sevenich, Lindenstraße 29 Lage                                 | 1723–25                             | Saalbau, 1723–25, Vorhalle bezeichnet 1923, Sakristei 1949; bauliche Gesamtanlage mit dem Friedhof | weitere Bilder Fotos hochladen |
| Grabkreuze                            | Sevenich, Lindenstraße, bei Nr. 29 Lage                        | 18. und 19. Jahrhundert             | drei Grabkreuze, 1783, 18. und 19. Jahrhundert | BW                             |
| Hofanlage                             | Sevenich, Lindenstraße 34 Lage                                 | 1723                                | Streckhof; Fachwerkhaus, teilweise verschiefert, Krüppelwalmdach, 18. Jahrhundert, Fachwerkscheune; bauliche Gesamtanlage | Fotos hochladen                |
| Grabkreuz                             | Sevenich, südlich des Ortes, nördlich der K 34 Lage            | zweite Hälfte des 19. Jahrhunderts  | Kreuz aus Gusseisen, Rheinböllener Hütte, zweite Hälfte des 19. Jahrhunderts | BW                             |
| Grabkreuz                             | Sevenich, südlich des Ortes, westlich der K 34 Lage            | zweite Hälfte des 19. Jahrhunderts  | Kreuz aus Gusseisen, Rheinböllener Hütte, zweite Hälfte des 19. Jahrhunderts | Fotos hochladen                |
| Passionskapelle                       | Sevenich, südlich des Ortes an der K 34 Lage                   | 1725                                | kleiner Walmdachbau, bezeichnet 1725; Wegekreuz | Fotos hochladen                |

## Ehemalige Kulturdenkmäler
| Bezeichnung | Lage                                     | Baujahr                           | Beschreibung                                                                                               | Bild            |
| ----------- | ---------------------------------------- | --------------------------------- | --- | --------------- |
| Kapelle     | Frankweiler, Im Oberdorf, bei Nr. 2 Lage | 19. Jahrhundert                   | verputzter Saalbau, 19. Jahrhundert; aus Denkmalliste gelöscht                                             | BW              |
| Wohnhaus    | Frankweiler, Im Vogelsang 1 Lage         | erste Hälfte des 19. Jahrhunderts | Fachwerkhaus, teilweise massiv, verschiefert, erste Hälfte des 19. Jahrhunderts; aus Denkmalliste gelöscht | Fotos hochladen |